# 帝师
帝師，是皇帝或皇帝未登基前的老師，例如方孝孺是明朝建文帝的帝师。大多是由太子時期便擔任太子師一路教育太子長大，故太子與其師關係密切感情深厚，忠誠度也較高，故太子登基為皇帝後多半令其師位居要職作為左右手；唯獨元朝的帝師是專指朝廷官方認證指定的藏傳佛教領袖(其中一個職責是向皇帝授戒和灌頂)。

## 元朝帝師
1. 八思巴追坚赞
2. 仁钦坚赞
3. 达玛巴拉
4. 意希仁钦
5. 扎巴俄色
6. 仁钦坚赞
7. 桑结贝
8. 贡噶洛追坚赞贝桑布
9. 旺出儿监藏
10. 贡噶雷必迥乃坚赞贝桑布
11. 仁钦扎西
12. 贡噶坚赞贝桑布
13. 喇钦索南洛追
14. 喃加巴藏卜

另：参马亦思吉思卜长出亦思宅卜

## 明朝帝师
- 洪武帝 劉伯溫
- 建文帝 方孝孺
- 万历帝 张居正
- 泰昌帝 叶向高
- 天启帝 孙承宗
- 崇祯帝 文震孟

## 清朝帝师
- 顺治帝：玉林通琇、汤若望
- 康熙帝：范承謨、汤若望、陈廷敬、彭而述、南怀仁
- 雍正帝：巩建丰、何世璂、徐元梦、蒋廷锡
- 乾隆帝：朱轼、张廷玉、嵇曾筠、潘仕权、章嘉·若必多吉、张照、刘尊和
- 嘉庆帝：王尔烈、周煌、戴联奎
- 道光帝：戴联奎、曹振镛
- 咸丰帝：匡源、杜受田、翁心存
- 同治帝：刘崐、李鸿藻、翁同龢
- 光绪帝：李鸿藻、翁同龢、孙家鼐、夏同善
- 宣统帝：李殿林、陈宝琛、莊士敦、鄭孝胥